# 280641 Edosara
280641 Edosara è un asteroide della fascia principale. Scoperto nel 2005, presenta un'orbita caratterizzata da un semiasse maggiore pari a 2,7800878 UA e da un'eccentricità di 0,0517433, inclinata di 5,95837° rispetto all'eclittica.